# Huta (gmina)
Huta – dawna gmina wiejska istniejąca do 1954 roku w woj. białostockim (dzisiejsze woj. podlaskie). Nazwa gminy pochodzi od wsi Huta, lecz siedzibą gminy był Tartak.
Za Królestwa Polskiego gmina należała do powiatu suwalskiego w guberni suwalskiej. 
W okresie międzywojennym gmina Huta należała do powiatu suwalskiego w woj. białostockim. Po wojnie gmina zachowała przynależność administracyjną. W dniu 1 lipca 1952 roku gmina była podzielona na 26 gromad: Bobrowisko, Burdeniszki, Cimochowizna, Czerwony Folwark, Czerwony Krzyż, Gawrych-Ruda, Krasne, Królówek, Krzywe, Leszczewek, Leszczewo, Lipniak, Magdalenowo, Mała Huta, Nowa Wieś, Okuniowiec, Piertanie, Piotrowa Dąbrowa, Płociczno, Ryżówka, Rzemieńkiń, Sobolewo, Tartak, Wiatrołuża, Wysoka Góra, Żubrówka.
Gmina została zniesiona 29 września 1954 roku wraz z reformą wprowadzającą gromady w miejsce gmin. Jednostki nie przywrócono 1 stycznia 1973 roku po reaktywowaniu gmin.
Zobacz też: gmina Ruda-Huta